# 2017-es Formula–1 olasz nagydíj
Az olasz nagydíj volt a 2017-es Formula–1 világbajnokság tizenharmadik futama, amelyet 2017. szeptember 1. és szeptember 3. között rendeztek meg az olaszországi Autodromo Nazionale Monzán, Monzában.

## Választható keverékek
| Abroncs            | Friss | Használt |
| ------------------ | ----- | -------- |
| Közepes keverék    |       |          |
| Lágy keverék       |       |          |
| Szuperlágy keverék |       |          |
| Átmeneti esőgumi   |       |          |
| Teljes esőgumi     |       |          |

## Szabadedzések

### Első szabadedzés
Az olasz nagydíj első szabadedzését szeptember 1-jén, pénteken délelőtt tartották.
| helyezés | versenyző         | csapat/motor         | elért idő | különbség | futott kör |
| -------- | ----------------- | -------------------- | --------- | --------- | ---------- |
| 1        | Lewis Hamilton    | Mercedes             | 1:21,537  | −         | 28         |
| 2        | Valtteri Bottas   | Mercedes             | 1:21,972  | +0,435    | 31         |
| 3        | Sebastian Vettel  | Ferrari              | 1:22,652  | +1,115    | 24         |
| 4        | Kimi Räikkönen    | Ferrari              | 1:22,689  | +1,152    | 28         |
| 5        | Daniel Ricciardo  | Red Bull-TAG Heuer   | 1:22,742  | +1,205    | 28         |
| 6        | Max Verstappen    | Red Bull-TAG Heuer   | 1:22,749  | +1,212    | 23         |
| 7        | Sergio Pérez      | Force India-Mercedes | 1:23,317  | +1,780    | 36         |
| 8        | Esteban Ocon      | Force India-Mercedes | 1:23,400  | +1,863    | 34         |
| 9        | Stoffel Vandoorne | McLaren-Honda        | 1:23,465  | +1,928    | 24         |
| 10       | Felipe Massa      | Williams-Mercedes    | 1:23,561  | +2,024    | 37         |
| 11       | Carlos Sainz Jr.  | Toro Rosso-Renault   | 1:23,680  | +2,143    | 22         |
| 12       | Kevin Magnussen   | Haas-Ferrari         | 1:23,973  | +2,436    | 22         |
| 13       | Lance Stroll      | Williams-Mercedes    | 1:23,991  | +2,454    | 30         |
| 14       | Danyiil Kvjat     | Toro Rosso-Renault   | 1:24,012  | +2,475    | 27         |
| 15       | Fernando Alonso   | McLaren-Honda        | 1:24,015  | +2,478    | 17         |
| 16       | Romain Grosjean   | Haas-Ferrari         | 1:24,079  | +2,542    | 22         |
| 17       | Nico Hülkenberg   | Renault              | 1:24,542  | +3,005    | 17         |
| 18       | Jolyon Palmer     | Renault              | 1:25,165  | +3,629    | 21         |
| 19       | Pascal Wehrlein   | Sauber-Ferrari       | 1:25,223  | +3,686    | 26         |
| 20       | Marcus Ericsson   | Sauber-Ferrari       | 1:25,687  | +4,150    | 17         |

### Második szabadedzés
Az olasz nagydíj második szabadedzését szeptember 1-jén, pénteken délután tartották.
| helyezés | versenyző         | csapat/motor         | elért idő | különbség | futott kör |
| -------- | ----------------- | -------------------- | --------- | --------- | ---------- |
| 1        | Valtteri Bottas   | Mercedes             | 1:21,406  | −         | 25         |
| 2        | Lewis Hamilton    | Mercedes             | 1:21,462  | +0,056    | 24         |
| 3        | Sebastian Vettel  | Ferrari              | 1:21,546  | +0,140    | 33         |
| 4        | Kimi Räikkönen    | Ferrari              | 1:21,804  | +0,398    | 34         |
| 5        | Max Verstappen    | Red Bull-TAG Heuer   | 1:22,409  | +1,003    | 34         |
| 6        | Daniel Ricciardo  | Red Bull-TAG Heuer   | 1:22,752  | +1,346    | 22         |
| 7        | Stoffel Vandoorne | McLaren-Honda        | 1:22,947  | +1,541    | 31         |
| 8        | Fernando Alonso   | McLaren-Honda        | 1:22,968  | +1,562    | 31         |
| 9        | Esteban Ocon      | Force India-Mercedes | 1:22,977  | +1,571    | 43         |
| 10       | Felipe Massa      | Williams-Mercedes    | 1:22,985  | +1,579    | 42         |
| 11       | Carlos Sainz Jr.  | Toro Rosso-Renault   | 1:23,150  | +1,744    | 21         |
| 12       | Nico Hülkenberg   | Renault              | 1:23,272  | +1,866    | 14         |
| 13       | Jolyon Palmer     | Renault              | 1:23,317  | +1,911    | 34         |
| 14       | Sergio Pérez      | Force India-Mercedes | 1:23,352  | +1,946    | 43         |
| 15       | Lance Stroll      | Williams-Mercedes    | 1:23,403  | +1,997    | 36         |
| 16       | Romain Grosjean   | Haas-Ferrari         | 1:23,567  | +2,161    | 31         |
| 17       | Kevin Magnussen   | Haas-Ferrari         | 1:23,650  | +2,244    | 20         |
| 18       | Danyiil Kvjat     | Toro Rosso-Renault   | 1:24,253  | +2,847    | 28         |
| 19       | Marcus Ericsson   | Sauber-Ferrari       | 1:24,894  | +3,488    | 39         |
| 20       | Pascal Wehrlein   | Sauber-Ferrari       | 1:25,295  | +3,889    | 25         |

### Harmadik szabadedzés
Az olasz nagydíj harmadik szabadedzését szeptember 2-án, szombaton délelőtt tartották. Az erősen esős idő miatt a pilóták kevés kört tettek meg, a versenyzők nagyobbik része mért kört sem futott.
| helyezés | versenyző         | csapat/motor         | elért idő  | különbség | futott kör |
| -------- | ----------------- | -------------------- | ---------- | --------- | ---------- |
| 1        | Felipe Massa      | Williams-Mercedes    | 1:40,660   | −         | 4          |
| 2        | Lance Stroll      | Williams-Mercedes    | 1:40,888   | +0,228    | 4          |
| 3        | Nico Hülkenberg   | Renault              | 1:41,491   | +0,831    | 4          |
| 4        | Carlos Sainz Jr.  | Toro Rosso-Renault   | 1:41,515   | +0,855    | 5          |
| 5        | Jolyon Palmer     | Renault              | 1:44,369   | +3,709    | 4          |
| 6        | Marcus Ericsson   | Sauber-Ferrari       | 1:44,701   | +4,041    | 3          |
| 7        | Danyiil Kvjat     | Toro Rosso-Renault   | 1:45,033   | +4,373    | 4          |
| 8        | Daniel Ricciardo  | Red Bull-TAG Heuer   | idő nélkül | −         | 1          |
| 9        | Max Verstappen    | Red Bull-TAG Heuer   | idő nélkül | −         | 1          |
| 10       | Sebastian Vettel  | Ferrari              | idő nélkül | −         | 3          |
| 11       | Kimi Räikkönen    | Ferrari              | idő nélkül | −         | 4          |
| 12       | Fernando Alonso   | McLaren-Honda        | idő nélkül | −         | 2          |
| 13       | Stoffel Vandoorne | McLaren-Honda        | idő nélkül | −         | 4          |
| 14       | Romain Grosjean   | Haas-Ferrari         | idő nélkül | −         | 1          |
| 15       | Kevin Magnussen   | Haas-Ferrari         | idő nélkül | −         | 1          |
| 16       | Esteban Ocon      | Force India-Mercedes | idő nélkül | −         | 2          |
| 17       | Pascal Wehrlein   | Sauber-Ferrari       | idő nélkül | −         | 2          |
| 18       | Valtteri Bottas   | Mercedes             | idő nélkül | −         | 1          |
| 19       | Sergio Pérez      | Force India-Mercedes | idő nélkül | −         | 1          |
| 20       | Lewis Hamilton    | Mercedes             | idő nélkül | −         | 1          |

## Időmérő edzés
Az olasz nagydíj időmérő edzését szeptember 2-án, szombaton futották. Az erősen esős körülmények miatt az indítást követően hamar meg kellett szakítani az edzést, mivel a pálya alkalmatlan volt a versenyzésre (Romain Grosjean balesetet is szenvedett), majd ezt követően közel 3 órát kellett várni az újraindításra. Az időjárás mellett a hatalmas mennyiségű, nagyrészt erőforráselemek maximális keretének túllépése miatt kiosztott rajtbüntetés is nagy szerepet játszott a végső rajtsorrend kialakulásában.
| helyezés              | rajtszám | versenyző         | csapat/motor         | 1. rész  | 2. rész  | 3. rész  | rajthely | futott kör |
| --------------------- | -------- | ----------------- | -------------------- | -------- | -------- | -------- | -------- | ---------- |
| 1                     | 44       | Lewis Hamilton    | Mercedes             | 1:36,009 | 1:34,660 | 1:35,554 | 1        | 29         |
| 2                     | 33       | Max Verstappen    | Red Bull-TAG Heuer   | 1:37,344 | 1:36,113 | 1:36,702 | 13[1]    | 29         |
| 3                     | 3        | Daniel Ricciardo  | Red Bull-TAG Heuer   | 1:38,304 | 1:37,313 | 1:36,841 | 16[2]    | 26         |
| 4                     | 18       | Lance Stroll      | Williams-Mercedes    | 1:37,653 | 1:37,002 | 1:37,032 | 2        | 27         |
| 5                     | 31       | Esteban Ocon      | Force India-Mercedes | 1:38,775 | 1:37,580 | 1:37,719 | 3        | 29         |
| 6                     | 77       | Valtteri Bottas   | Mercedes             | 1:35,716 | 1:35,396 | 1:37,833 | 4        | 29         |
| 7                     | 7        | Kimi Räikkönen    | Ferrari              | 1:38,235 | 1:37,031 | 1:37,987 | 5        | 30         |
| 8                     | 5        | Sebastian Vettel  | Ferrari              | 1:37,198 | 1:36,223 | 1:38,064 | 6        | 28         |
| 9                     | 19       | Felipe Massa      | Williams-Mercedes    | 1:38,338 | 1:37,456 | 1:38,251 | 7        | 27         |
| 10                    | 2        | Stoffel Vandoorne | McLaren-Honda        | 1:38,767 | 1:37,471 | 1:39,157 | 18[3]    | 25         |
| 11                    | 11       | Sergio Pérez      | Force India-Mercedes | 1:38,511 | 1:37,582 |          | 10[4]    | 19         |
| 12                    | 27       | Nico Hülkenberg   | Renault              | 1:39,242 | 1:38,059 |          | 14[5]    | 20         |
| 13                    | 14       | Fernando Alonso   | McLaren-Honda        | 1:39,134 | 1:38,202 |          | 19[6]    | 11         |
| 14                    | 26       | Danyiil Kvjat     | Toro Rosso-Renault   | 1:39,183 | 1:38,245 |          | 8        | 21         |
| 15                    | 55       | Carlos Sainz Jr.  | Toro Rosso-Renault   | 1:39,788 | 1:38,526 |          | 15[5]    | 21         |
| 16                    | 20       | Kevin Magnussen   | Haas-Ferrari         | 1:40,489 |          |          | 9        | 12         |
| 17                    | 30       | Jolyon Palmer     | Renault              | 1:40,646 |          |          | 17[7]    | 10         |
| 18                    | 9        | Marcus Ericsson   | Sauber-Ferrari       | 1:41,732 |          |          | 11       | 11         |
| 19                    | 94       | Pascal Wehrlein   | Sauber-Ferrari       | 1:41,875 |          |          | 12       | 9          |
| 107%-os idő: 1:42,416 |          |                   |                      |          |          |          |          |            |
| NK                    | 8        | Romain Grosjean   | Haas-Ferrari         | 1:43,355 |          |          | 20[8]    | 3          |

Megjegyzés:
- ↑ 1:  — Max Verstappen autójába új belsőégésű motort, MGU-H-t és turbófeltöltőt szereltek be, ezért összesen 20 rajthelyes büntetést kapott.[4]
- ↑ 2:  — Daniel Ricciardo autójába új belsőégésű motort, turbófeltöltőt, MGU-H-t és sebességváltót szereltek be, ezért összesen 25 rajthelyes büntetést kapott.[5]
- ↑ 3:  — Stoffel Vandoorne autójában belsőégésű motort, MGU-H-t, MGU-K-t és turbófeltöltőt cseréltek az időmérő edzés után, ezért összesen 25 rajthelyes büntetést kapott.[6]
- ↑ 4:  — Sergio Pérez autójában sebességváltót cseréltek, így 5 rajthelyes büntetést kapott.[7]
- ↑ 5:  — Nico Hülkenberg és Carlos Sainz Jr. autójába új MGU-H-t szereltek be, ezért mindketten 10-10 rajthelyes büntetést kaptak.[8]
- ↑ 6:  — Fernando Alonso autójába teljesen új erőforrást szereltek be, ezért összesen 35 rajthelyes büntetést kapott.[9]
- ↑ 7:  — Jolyon Palmer autójában MGU-H-t és turbófeltöltőt cseréltek, ezért összesen 15 rajthelyes büntetést kapott.[10]
- ↑ 8:  — Romain Grosjean nem tudott a 107%-os időn belüli kört futni, de megkapta a rajtengedélyt.[11]

## Futam
Az olasz nagydíj futama szeptember 3-án, vasárnap rajtolt.
| helyezés | rajtszám | versenyző         | csapat/motor         | futott kör | idő/kiesés oka | rajthely | abroncs | pont |
| -------- | -------- | ----------------- | -------------------- | ---------- | -------------- | -------- | ------- | ---- |
| 1        | 44       | Lewis Hamilton    | Mercedes             | 53         | 1:15:32,312    | 1        |         | 25   |
| 2        | 77       | Valtteri Bottas   | Mercedes             | 53         | +4,471         | 4        |         | 18   |
| 3        | 5        | Sebastian Vettel  | Ferrari              | 53         | +36,317        | 6        |         | 15   |
| 4        | 3        | Daniel Ricciardo  | Red Bull-TAG Heuer   | 53         | +40,335        | 16       |         | 12   |
| 5        | 7        | Kimi Räikkönen    | Ferrari              | 53         | +1:00,082      | 5        |         | 10   |
| 6        | 31       | Esteban Ocon      | Force India-Mercedes | 53         | +1:11,528      | 3        |         | 8    |
| 7        | 18       | Lance Stroll      | Williams-Mercedes    | 53         | +1:14,156      | 2        |         | 6    |
| 8        | 19       | Felipe Massa      | Williams-Mercedes    | 53         | +1:14,834      | 7        |         | 4    |
| 9        | 11       | Sergio Pérez      | Force India-Mercedes | 53         | +1:15,276      | 10       |         | 2    |
| 10       | 33       | Max Verstappen    | Red Bull-TAG Heuer   | 52         | +1 kör         | 13       |         | 1    |
| 11       | 20       | Kevin Magnussen   | Haas-Ferrari         | 52         | +1 kör         | 9        |         |      |
| 12       | 26       | Danyiil Kvjat     | Toro Rosso-Renault   | 52         | +1 kör         | 8        |         |      |
| 13       | 27       | Nico Hülkenberg   | Renault              | 52         | +1 kör         | 14       |         |      |
| 14       | 55       | Carlos Sainz Jr.  | Toro Rosso-Renault   | 52         | +1 kör         | 15       |         |      |
| 15       | 8        | Romain Grosjean   | Haas-Ferrari         | 52         | +1 kör         | 20       |         |      |
| 16       | 94       | Pascal Wehrlein   | Sauber-Ferrari       | 51         | +2 kör         | 12       |         |      |
| 17[1]    | 14       | Fernando Alonso   | McLaren-Honda        | 50         | kuplung        | 19       |         |      |
| 18[1]    | 9        | Marcus Ericsson   | Sauber-Ferrari       | 49         | felfüggesztés  | 11       |         |      |
| ki       | 2        | Stoffel Vandoorne | McLaren-Honda        | 33         | elektronika    | 18       |         |      |
| ki       | 30       | Jolyon Palmer     | Renault              | 29         | erőforrás      | 17       |         |      |

Megjegyzés:
- ↑ 1:  — Fernando Alonso és Marcus Ericsson nem fejezték be a versenyt, de helyezésüket értékelték, mert a versenytáv több, mint 90%-át teljesítették.

## A világbajnokság állása a verseny után
| H   | Versenyzők       | Pont | H   | Konstruktőrök        | Pont |
| --- | ---------------- | ---- | --- | -------------------- | ---- |
| 1.  | Lewis Hamilton   | 238  | 1.  | Mercedes             | 435  |
| 2.  | Sebastian Vettel | 235  | 2.  | Ferrari              | 373  |
| 3.  | Valtteri Bottas  | 197  | 3.  | Red Bull-TAG Heuer   | 212  |
| 4.  | Daniel Ricciardo | 144  | 4.  | Force India-Mercedes | 113  |
| 5.  | Kimi Räikkönen   | 138  | 5.  | Williams-Mercedes    | 55   |
| 6.  | Max Verstappen   | 68   | 6.  | Toro Rosso-Renault   | 40   |
| 7.  | Sergio Pérez     | 58   | 7.  | Haas-Ferrari         | 35   |
| 8.  | Esteban Ocon     | 55   | 8.  | Renault              | 34   |
| 9.  | Carlos Sainz Jr. | 36   | 9.  | McLaren-Honda        | 11   |
| 10. | Nico Hülkenberg  | 34   | 10. | Sauber-Ferrari       | 5    |

(A teljes táblázat)

## Statisztikák
- Vezető helyen:
  - Lewis Hamilton: 51 kör (1-31 és 34-53)
  - Valtteri Bottas: 2 kör (32-33)
- Lewis Hamilton 69. pole-pozíciója és 59. futamgyőzelme. Hamilton ezzel átvette a vezetést az örökranglistán Michael Schumacher-től a pole-pozíciók számának tekintetében.[13]
- Daniel Ricciardo 9. versenyben futott leggyorsabb köre.
- A Mercedes 72. futamgyőzelme.
- Lewis Hamilton 112., Valtteri Bottas 18., Sebastian Vettel 96. dobogós helyezése.
- Lance Stroll lett a Formula–1 történetének legfiatalabb első rajtsorból rajtoló pilótája.[14]